# FF (歌曲)
FF，是香港女歌手JW王灝兒的單曲，於2022年8月29日由星夢娛樂作數位發行，歌曲推出後獲得熱烈迴響，於勁歌金榜、中文歌曲龍虎榜、新城勁爆流行榜、903專業推介登上冠軍，成為JW王灝兒歌唱生涯首支四台冠軍歌。歌曲由T-Ma、馮允謙、JW王灝兒作曲，T-Rexx填詞，亦是JW王灝兒首支創作的歌曲。

## 背景及發行
繼推出兩首無綫電視劇集歌曲：《白色強人II》片尾曲〈Wish〉及《痞子殿下》插曲〈花不起溫暖〉，並於兩場《SUMMER BLUES 林家謙演唱會》擔任嘉賓後，王灝兒推出另一個人單曲〈FF〉，講述女生的幻想故事。歌曲於2022年8月29日由星夢娛樂作數位發行，音樂錄影帶（MV）隨即於翌日（30日）在YouTube首播。

## 創作與製作
歌曲是王灝兒首次與T-Ma、馮允謙合作，三人共同作曲，亦邀請了T-Rexx為歌曲填詞。此曲亦是JW王灝兒首支創作的歌曲。
「FF」一詞為網絡潮語，意指最終幻想（Final Fantasy），指人有不切實際、天馬行空的離地幻想。王灝兒創作此曲的想法源自與朋友幻想心目中的「小鮮肉」，於是萌生創作一首動感（groovy）歌曲的諗頭。
在製作過程中，王灝兒、馮允謙、T-Ma三人在T-Ma的錄音室中構思了一些靈感，決定製作一首具旋律感的快歌。三人先填了一份英文歌詞，並由馮允謙錄製樣本（Demo），再由王灝兒錄製另一樣本。其後交由T-Rexx填寫中文歌詞並錄製正式版本。

## 曲目
1. FF[9]
  - 作曲：T-Ma、馮允謙、JW王灝兒
  - 作詞：T-Rexx
  - 編曲：T-Ma
  - 監製：T-Ma

## 歌曲列表
| 線上下載 串流媒體 | 線上下載 串流媒體 | 線上下載 串流媒體 |
| 曲序              | 曲目              | 时长              |
| ----------------- | ----------------- | ----------------- |
| 1.                | FF                | 3:19              |

## 音樂錄影帶
|            | 我都係第一次拍MV要飾演咁多個角色同造型，不過我好開心，因為我除咗鍾意唱歌之外都好鍾意演戲，今次有咁多角色又可以俾我發揮一吓，我覺得好好玩。 |
| ——JW王灝兒 | |

製作單位邀請了王灝兒 2018年紅館《Never Too Early》演唱會監製Jack Lam操刀拍攝音樂錄影帶（MV），王灝兒在新歌MV中一人分飾多角，分別飾演搞笑神婆、性感特務、馬術練馬師、恐怖小丑等角色。Jack Lam導演找了男模特兒李創偉與王灝兒做對手戲，期間王灝兒更要挑逗型男。
|            | 其實仲有好多場戲都好搞笑，有一場因為後期要加好多槍戰特效，所以我同男Model Carty做呢場戲嘅時候要扮避開啲子彈。另外，又有一場導演要我扮瞓着覺流口水，呢場戲全場爆笑，連我自己都忍唔到笑，不過真係好好玩。 |
| ——JW王灝兒 | |

## 製作團隊
資料來自《FF》音樂錄影帶於YouTube的說明文字。
- 作曲：T-Ma、馮允謙、JW王灝兒
- 填詞：T-Rexx
- 編曲：T-Ma
- 監製：T-Ma
- 和音：許東晴
- 音軌編輯：T-Ma、許東晴、Kelvin Au
- 混音：許東晴

## 宣傳
歌曲派台後，王灝兒到各大電台宣傳歌曲，包括新城電台、香港電台節目《騷動音樂》、香港商業電台節目《叱咤樂壇》。2022年10月2日，王灝兒現身無綫電視音樂節目《勁歌金曲》獻唱〈FF〉，並講述歌曲MV拍攝過程。2022年10月22日，王灝兒於無綫電視慈善節目《星光熠熠耀保良》演唱〈FF〉。

## 電台派台成績

### 叱咤903專業推介走勢
| 週次     | 第37週  | 第38週  | 第39週  | 第40週  |
| 放榜日期 | 9月10日 | 9月17日 | 9月24日 | 10月1日 |
| 榜上位置 | 17      | 13      | 7       | 1       |
| -------- | ------- | ------- | ------- | ------- |

### 香港電台第二台中文歌曲龍虎榜走勢
| 週次     | 第38週  | 第39週  | 第40週  | 第41週  | 第42週   | 第43週   | 第44週   |
| 放榜日期 | 9月17日 | 9月24日 | 10月1日 | 10月8日 | 10月15日 | 10月22日 | 10月29日 |
| 榜上位置 | 20      | 16      | 13      | 2       | 3        | 1        | 4        |
| -------- | ------- | ------- | ------- | ------- | -------- | -------- | -------- |

### 新城知訊台勁爆本地榜 走勢
| 週次     | 第39週  | 第40週  | 第41週  | 第42週   | 第43週   |
| 放榜日期 | 9月24日 | 10月1日 | 10月8日 | 10月15日 | 10月22日 |
| 榜上位置 | 18      | 15      | 7       | 7        | 1        |
| -------- | ------- | ------- | ------- | -------- | -------- |

### TVB勁歌金榜走勢
| 週次     | 第38週  | 第39週  | 第40週  | 第41週  | 第42週   | 第43週   | 第44週   |
| 放榜日期 | 9月18日 | 9月25日 | 10月2日 | 10月9日 | 10月16日 | 10月23日 | 10月30日 |
| 榜上位置 | 8       | 6       | 4       | 4       | 3        | 2        | 1        |
| -------- | ------- | ------- | ------- | ------- | -------- | -------- | -------- |

### 加拿大至 HIT 中文歌曲排行榜 走勢
| 週次     | 第38週  | 第39週  | 第40週  | 第41週  | 第42週   | 第43週   |
| 放榜日期 | 9月17日 | 9月24日 | 10月1日 | 10月8日 | 10月15日 | 10月22日 |
| 榜上位置 | 13      | 13      | 8       | 6       | 3        | 2        |
| -------- | ------- | ------- | ------- | ------- | -------- | -------- |

### 各大流行榜最高位置
| 樂壇流行榜      | 最高位置 |
| --------------- | -------- |
| 叱咤903專業推介 | 1        |
| 中文歌曲龍虎榜  | 1        |
| 新城勁爆本地榜  | 1        |
| 勁歌金榜        | 1        |

## 所獲獎項
| 年份   | 頒獎典禮           | 獎項           | 結果 |
| ------ | ------------------ | -------------- | ---- |
| 2022年 | 新城勁爆頒獎禮2022 | 勁爆新媒體歌曲 | 獲獎 |

## 資料來源
1. ↑  . 明報OL網.   [2023-01-19]. （原始内容存档于2022-12-30） （中文（繁體））.
2. ↑  . Yahoo.   [2023-01-19]. （原始内容存档于2022-11-25） （中文（香港））.
3. ↑  . on.cc東網. 2022-11-08  [2023-01-19] （中文（香港））.
4. ↑  . on.cc東網. 2022-11-12  [2023-01-19]. （原始内容存档于2022-11-12） （中文（香港））.
5. ↑  . Yahoo.   [2023-01-19]. （原始内容存档于2022-11-08） （中文（香港））.
6. ↑  ,   [2023-01-19], （原始内容存档于2022-09-20） （中文（中国大陆））
7. ↑  . Yahoo.   [2023-01-19]. （原始内容存档于2021-10-28） （中文（香港））.
8. ↑  ,   [2023-01-19], （原始内容存档于2023-01-19） （中文（中国大陆））
9. ↑  ,   [2023-01-19] （中文（香港））
10. ↑  關穎賢. . 香港01. 2022-08-30  [2023-01-19]. （原始内容存档于2023-01-19） （中文（香港））.
11. ↑  . topick.hket.com.   [2023-01-19].
12. ↑  . 晴報.   [2023-01-19] （中文）.[]
13. ↑  . on.cc東網. 2022-09-06  [2023-01-19] （中文（香港））.
14. ↑  . www.rthk.hk.   [2023-01-19] （中文（繁體））.
15. ↑  . 商業電台 881903. 2022-08-30  [2023-01-19] （中文（繁體））.
16. ↑  ,   [2023-01-19], （原始内容存档于2022-10-20） （中文（中国大陆））
17. ↑  . programme.tvb.com.   [2023-01-19].
18. ↑  . on.cc東網. 2022-10-21  [2023-01-19] （中文（香港））.
19. 1 2  . 明報OL網.   [2023-01-19]. （原始内容存档于2022-10-09） （中文（繁體））.
20. ↑  . TVB官方臉書頁. 2022-09-19  [2023-01-19].
21. ↑  . TVB官方臉書頁. 2022-10-03  [2023-01-19].
22. ↑  . TVB官方臉書頁. 2022-10-17  [2023-01-19].
23. ↑  am730. . am730.   [2023-01-19]. （原始内容存档于2022-12-30） （中文（香港））.